# 絕叫學級角色列表
《絕叫學級》是石川惠美創作，於漫畫雜誌《Ribon》2008年10月號至2015年3月號連載的恐怖漫畫。作品後延伸漫畫第二部新篇《絕叫學級 轉生》、改編短篇動畫、廣播劇、真人版電影。本表列出這些作品中出場的角色。
※此處僅列出主角群、複數話數登場角色、與主角群關係密切的次要角色。

## 登場角色介紹

### 主要角色
黃泉 / 秋元優美（動畫配音：榎本溫子（《OHA STAR》短篇動畫版）；分鏡廣播劇：石田晴香；真人版電影演員：山本美月）
是本作唯一的主要角色，外型是一隻沒有下半身的少女幽靈，將讀者帶入恐怖和瘋狂的世界，擔當說書人的角色突破第四面牆與讀者互動，不過偶爾會穿插於非常少數的故事情節之中。個性神秘難以捉摸，生前人類時期則是個性善良為他人著想，但會為了守護重要的事物不惜代價。
於第一部第10和11話（單行本第3卷收錄）和第二部《轉生》披露黃泉死前的故事。黃泉生前還是人類時原名「秋元優美」（あきもと ゆみ），父親是神社神職家族秋元家曾任繼承者秋元雅，母親則是俱備靈能力的少女生野陽子，雅不顧家族的反對和陽子相戀結婚，結果懷有身孕的陽子在秋元家祭神儀式當天被秋元家逐出家門，產下優美後逝世。喪母的優美自幼與父親相依為命，遺傳自母親的靈能體質，6歲時與好友保坂真琴遭遇專門鎖定女童的愉悅殺人犯，危急中撕下黃泉大人祠堂的封印符咒，令黃泉大人捉走殺人犯而逃過一劫，受害的女童靈體們也得以安息。15歲（初中三年級）在中學時期因為長相英俊的男學生向班上女同學增谷索要優美的住址，遭增谷為首的班上同學持續校園欺凌，加上好友保坂真琴被捲入欺凌事件，為了制裁報復主導欺凌的增谷，於家政教室製造煤氣爆炸與增谷同歸於盡（其他在場當事者則身受重傷），結果優美的遺體中下半身在這場事故消失，變成沒有下半身的少女幽靈。優美成為幽靈後仍經常徘徊在中學的母校，以自身行動影響母校的後輩，也會依照自己的意願在外界活動。
而單行本第10卷的特別篇課外教學中，則交待優美死後變為黃泉的經過。其實優美與黃泉最初並非同一人，黃泉原本是被供奉在祠堂、本體是血肉塊狀的神明，很久以前就負責承擔人類的憤怒與悲傷，相當於人類的精神垃圾般的存在，但由於優美的中學母校後輩故意撕掉封印符咒才意外釋放黃泉，而優美為了拯救在場的學生而將黃泉封印在自己體內，與其共存，成為黃泉展開恐怖授課的起源。
能夠透過收取代價實現他人的願望，當事者若是許願後猶豫過長時日遲遲沒有確定願望，將會取走給予對方的幸福。此外對於能抱持正向心態和作為勇於抵抗校園欺凌的當事者會給予肯定。在第二部《轉生》的「黃泉的觀測」篇將春日轉移至自己喪命的那一年，自身也因應春日的願望，穿越至過去解救穿越時空的春日和生前的自己。對春日和同為秋元家後裔的樂抱持興趣。
在真人電影版的部份劇情與原作有所區別，真人電影版的優美是在校園舊校舍的理科教室引發爆炸事故，造成自己和在場所有參與欺凌者身亡，該教室後續被校方改做資料室。
黃泉男
第10卷登場，是平行世界中的男版黃泉。稱呼黃泉「姊姊」，有可能是黃泉的弟弟，此後在部分《Ribon》增刊號的特別篇話數中會暫代黃泉成為說書人。
秋元樂
第二部《轉生》篇登場的核心角色之一，高中生兼靈媒師。外型俊美的深藍髮藍色雙眼少年，個性外冷內熱不愛交際，秉持不管多餘閒事的主義。擁有強大的靈力，能感知和消滅超度靈體鬼怪，平常習慣配戴黑色手套掩蓋雙手的傷疤，經常配戴銜尾蛇戒指的項鍊。出身神社神職家族秋元家，兒時個性天真，自幼和堂姐秋元朝日交情甚篤，但是家族長年存在著選出家族年輕女性成員擔任巫女兼人祭祭品、藉由儀式讓神明附身奪舍犧牲女性成員的陋俗，由於試圖帶著朝日逃離儀式的過程中，不慎造成朝日遭遇意外死去，樂違反紀律男扮巫女裝頂替朝日在附身儀式跳起祭神舞，遭天照大神降臨的威力重傷失去雙手，雖經由天照大神治癒重獲雙手，但是雙手從此殘留無法痊癒的傷疤，此後與秋元家關係疏遠。5年前的中學時期曾經居住在黃泉鎮一段時日，因為好友陽詩和洸希的事件，不認同黃泉的存在，將其視為欲除去的目標，同年從穿越時空的春日手裡取得銜尾蛇戒指項鍊。
在「夜行的封印」篇事件末為了加持神社封印石（該神社本來的封印石被春日的朋友大久保不慎損毀），取走安倍晴明用淨化之力加持封印百鬼夜行的捕夢網護身符與春日錯身而過。由於工作委託的緣故在輕井澤別墅小屋認識了綠川兄妹，和春日交集頻繁，被春日拾獲隨身配戴的銜尾蛇戒指項鍊後將其交給她作為護身符（後來春日在「永恆輪迴」篇穿越時空期間，將項鍊交還給5年前的樂）。曾一度為了不讓綠川兄妹被波及選擇不告而別，但由於春日被捲入麻煩事件有性命危險之虞，受千春委託救回春日。隨劇情進展逐漸重視春日。
綠川春日
第二部《轉生》篇登場的核心角色之一，金髮緋紅雙眼的少女，千春的妹妹。擁有能夠看見非人存在和穿越時空前往過去或未來的能力，可藉由碰觸當事者或著相關物件（例如照片、隨身物件等）返回過去、改變過去的事件，穿越時空期間仍能和千春透過智慧手機通訊，但若是在過去時空滯留過久將會有危險和逐漸失去現代記憶的跡象。故事開始時是居住在東京的小學6年級生，因為無心之舉碰觸到兄長千春房間裡的照片返回過去，經由千春協助才返回現代，此後經常被捲入各種靈異事件陷入危機。初登場時留著短髮，隨劇情推進逐漸將頭髮蓄長。
在「夜行的封印」篇穿越時空與安倍晴明相會，解決鎮壓鬼怪的封印被損毀的事件，被安倍晴明稱為「時之巫女」，安倍晴明加持淨化之力在春日隨身攜帶、由千春製作的捕夢網護身符上，由春日帶回現代鎮壓百鬼夜行，但被樂撿走作為收藏。準備升上春淵中學前的暑假因為家庭前往輕井澤旅遊認識樂，起先對樂觀感不甚好，但隨著多度和樂經歷靈異事件，逐漸重視且對樂產生產生好感。在遊樂園時間王子與時間公主的事件中正式意識對樂抱持的情愫。
在「黃泉的觀測」篇被黃泉帶往黃泉生前還是中學生「秋元優美」的時期，體認了優美生前遭受校園欺凌的困境與嘗試幫助對方，為了解救面臨墜樓邊緣的優美陷入危險時獲得黃泉救援，返回現代前和優美約定在未來相會，與黃泉擦身而過。
綠川千春
第二部《轉生》篇登場的核心角色之一，春日年長4歲的兄長。外型、人緣、學業、體能均出色，私底下是個妹控兼深度熱衷諸如超自然現象、神秘學、傳說等神秘事物的興趣宅而讓多數異性卻步，能夠閱讀古文。口頭禪為「萬事萬物都有其存在的理由」。在校社團為靈異研究社。在春日還未出生的幼年時期曾見過穿越時空的春日，既重視春日又忌憚於她的特殊能力。本身是毫無靈感的體質，但多度憑藉著長期研究神秘事物的知識和熱忱幫助春日排憂解難，也為此多度捲入危險事件導致身上殘留傷疤。
秋元朝日
第二部《轉生》篇登場的核心角色之一，秋元家的成員，樂仰慕且重視的堂姐。自幼與樂一同成長交情甚好，但在秋元家準備進行讓神明附身奪舍犧牲的祭神儀式前，由於樂準備帶著她逃離祭神儀式，途中不慎被從樓梯跌落即將臨盆的孕婦撞倒驟逝，軀體由天照大神接管。
天照大神
第二部《轉生》篇登場的核心角色之一，日本神話傳說中司掌太陽的女神，擁有強大的神力，已知能夠治癒、攻擊、瞬間移動、將靈體轉移至靈界、穿越時空、淨化靈體和消滅邪物等，但不能讓死者復生。被黃泉稱作「姊姊」。長期眷顧賜與秋元家恩惠，多年前在秋元家的附身儀式降臨時，接管朝日的身軀並治癒樂的雙手，此後擺脫秋元家藉由朝日的身軀在人間活動，跟隨在樂的身邊照應他，指定樂敬拜侍奉她，4年前在秋元家怨靈襲擊事件為淨化怨靈消耗一半的神力。平常個性深不可測，喜愛甜食、美容用品、美男子，但若是有人（例如樂）向她祈求則會現身。對樂抱持濃厚興趣的同時仍期望他不會走上歪路。
河內惠雲
第二部《轉生》篇登場的核心角色之一，看似輕浮拜金且能言善道的靈能力者，說話帶有關西腔，擁有靈視（含感知靈體與讀心）、施咒和驅邪能力，可憑藉咒語達成束縛和咒殺目標的效果。大阪出身，自幼與靈能力不強但善良主動助人的妹妹河內譽（かわち ほまれ）相依為命，經常替譽出面解決靈異問題，少年時期是個花花公子兼帶有中二病性格的不良少年，直至5年前譽為了驅除舊校舍盤據的靈體遭襲擊重傷而陷入長期昏迷狀態，出於對譽的罪惡感積極籌備醫藥費兼改變自身，但有時候為籌備醫藥費做出索討高額委託金的行動。
因為受委託前往願望島調查，與樂相識達成合作關係，個性和思維與樂南轅北轍，稱呼樂「小少爺」。為了改變譽被靈體襲擊昏迷的事件，委託春日使用返回過去的能力，但遭遇過去的自己連帶牽連春日陷入危險，透過春日、樂、天照大神的介入才順利脫險和理解譽的心聲，約定等候譽甦醒的那天到來。

### 次要角色

#### 秋元家相關親友
秋元雅的父親
第二部《轉生》篇登場，本名不詳，秋元家曾任家主兼神社宮司，雅、可燐、清良三兄妹的父親，優美生前人類時期的祖父。故人。個性冷酷重視傳統，對待子女嚴苛，多年前將次女清良選為巫女兼人祭祭品，反對雅和陽子相戀，仍執著將兩者的孩子當成次任巫女兼人祭祭品，是釀成雅、可燐、清良、陽子、優美不幸的罪魁禍首，成為秋元雅決意離開秋元家的起因之一。
秋元雅
第二部《轉生》篇登場，優美生前人類時期的父親，故人。神社神職家族秋元家的時任繼承者，繼承來自家族的靈力。學生時期與轉進班上的生野陽子相戀，受陽子鼓舞加上無法接受秋元家選擇女性成員作為巫女兼人祭的陋習，在小妹清良被選為巫女兼人祭祭品後，不顧父親和大妹可燐的反對，前往外地就讀大學，選擇和陽子結婚離開秋元家，但在祭神儀式當天試圖帶著清良逃跑失敗被囚，連支持他救援清良的陽子也在被可燐重傷趕出家門後分娩失救死去。在陽子過世後帶著優美離開秋元家，獨自父兼母職撫養優美。
生野陽子 / 秋元陽子
第二部《轉生》篇登場，優美生前人類時期的母親，故人。特徵是金髮與左眼眶的班記，身上遍佈著被虐待的傷疤，優美的容貌和雙眼正是遺傳自她，個性倔強但不失溫柔，擁有靈能體質。婚前本姓「生野」，幼年在兒童養護措施成長，學生時期以轉學生的身份轉入秋元洋的班級，遭受班上女學生欺凌時獲得雅解危，與雅相戀和提醒他「未來是憑藉自己開創而來」。後來與雅結合懷上優美，留在當地的便當店任職，與雅決定結婚的同時察覺秋元家歷任女巫人祭的怨靈集合體存在。在祭神儀式當天支持雅救出清良，被趁隙入室的可燐重傷趕出秋元家，最終在偏僻處產下優美失救死去。
秋元可燐
第二部《轉生》篇登場，雅的大妹兼優美生前人類時期的大姑姑，故人。個性活潑仍遵守著秋元家安排子女和親戚孩子通婚延續血脈的傳統，對父親的嚴苛教育感到畏懼。得知雅與陽子開始往來後，察覺雅的改變，反對雅違背秋元家的傳統且無法接受僅有他能自由戀愛。在祭神儀式當天將陽子重傷趕出秋元家，造成陽子失救死亡。
秋元清良
第二部《轉生》篇登場，雅的小妹兼優美生前人類時期的小姑姑，故人。生前個性文靜內向，由於腿腳不便身體虛弱，被父親視為毫無用處而被選為秋元家巫女兼人祭祭品，在祭神儀式當天被雅勸說同意逃亡，遭父親為首的家族成員阻撓導致逃跑行動失敗，被迫登台執行儀式犧牲前請求雅好好活下去。死去多年後，於4年前現身在樂的面前，偕同其他死於獻祭儀式的家族女性成員們化為怨靈集合體襲擊秋元家，最終由天照大神淨化超度家族女性成員們的怨靈。
秋元樂的外祖父
第二部《轉生》篇登場，本名不詳，秋元家的時任家主，將樂視為被神寵愛的孩子。繼承秋元家的歷代陋俗，多年來主持讓神明附身奪舍犧牲的儀式、導致數名擔任巫女兼人祭祭品的家族年輕女性成員犧牲。原有意將朝日當成新一代的巫女兼人祭祭品，但由於朝日意外死亡、樂擅自登台舉行祭神儀式令計畫生變。4年前由於被犧牲的家族女性成員們化為怨靈集合體襲擊秋元家，聽見樂的誡告有所感悟，最終為平息家族女性成員們的怨靈的怨恨自願犧牲，囑託樂守護家人，由天照大神淨化超度家族女性成員們的怨靈。
秋元樂的母親
第二部《轉生》篇登場，本名不詳，嚴格指導樂學習神社儀式，在樂作為男兒身降生時慶幸他躲過被作為祭品的命運。樂因為跳祭神舞而呼喚天照大神降臨附身朝日的身軀後，被天照大神告知秋元家的恩惠止步於此和準備帶走樂的消息。4年前在秋元家怨靈襲擊事件遭受波及受傷，感嘆自己未能將樂生於平常的家庭。
秋元朝日的父母
第二部《轉生》篇登場，樂的叔嬸，本名不詳，由於愛女朝日的死亡，對秋元家懷有恨意。向黃泉祈願讓愛女回歸身邊，遵照黃泉的指示在滿月夜前固定舉行招魂式，反讓此前被當成巫女兼祭品的秋元家女性怨靈匯集成怨靈集合體。
櫻
第二部《轉生》篇登場，秋元樂的遠房表姊（朝日母親家的親戚），秀外慧中的女子，被樂稱作「櫻姐」。多年前被作為秋元家獻祭給神明的巫女兼人祭祭品犧牲，在意識尚存之際以生靈姿態出體，告知樂有關秋元家的祭神儀式的真相兼警告不能執行儀式。死後偕同其他死於獻祭儀式的家族女性成員們化為怨靈集合體襲擊秋元家，最終由天照大神淨化超度家族女性成員們的怨靈。
保坂真琴（真人電影版演員：波瑠）
第一部本傳第10話和第11話初登場，年輕的中學1年B班實習教師，優美生前人類時期的好友。憧憬優美，是少數知道優美個性善良的當事者，不認同優美報復欺凌者的極端行動。自小學時期便和優美相識，某日放學途中遭遇鎖定女童的愉悅殺人犯襲擊，及時因為優美撕開黃泉大人的祠堂封印符咒、黃泉大人捉走犯人才保住性命。中學時期見證優美在校遭受欺凌但不敢做為，在優美引發煤氣爆炸當天提早返家逃過一劫，但對於自身未能勇敢制止欺凌事件和悲劇發生深感自責，為了不讓類似悲劇發生投身教職，立志成為出色教師，返回母校任教而深受學生景仰信賴。
在第二部《轉生》篇再次登場時，已是從教職退休育有兒孫輩的垂老婦人，仍蒐藏著被她教導幫助過的學生贈與的感謝卡，為求阻止悲劇發生向黃泉的祠堂祈願返回事發的那年，仍未能制止優美和欺凌者同歸於盡。意識返回現代後向黃泉（優美）透露優美的事件是促成她投入教育界和持續活下去的關鍵，感謝黃泉（優美）後便在醫院病房裡平靜辭世，黃泉（優美）也吻向她的額頭道聲「晚安」以示謝意。
渦島知惠
第二部《轉生》篇第29話登場，樂小學時期的同班女同學，在班級遭受如月愛香為守的女同學欺凌，只有樂願意出手幫助她而對他有好感，但由於不堪愛香的再三欺凌，向愛香留下「讓她（愛香）與我遭遇同樣的不幸」的詛咒後在學校跳樓自盡。時隔多年後愛香在樂的引導下，親身經歷並喚醒知惠生前遭受欺負的記憶心生悔意，然而愛香也被其他受指使而心生怨恨的女學生鎖定為欺凌目標。
真白陽詩
第二部《轉生》篇特別篇6登場，樂搬遷至黃泉鎮後的中學同學，與洸希是青梅竹馬，對樂有好感。3歲時與母親同車時發生墜海事故，喪母後和從醫的父親隆一相依為命，但其實陽詩的身軀已經死亡，隆一為維持陽詩的性命不惜向黃泉許願，奪去許多病患的壽命為陽詩延壽，成為陽詩被隆一害死的怨靈針對的導火線，當隆一再度向黃泉的祠堂祈願為陽詩延壽時，遭被害者高杉太太的丈夫高杉先生持刀刺死。隆一死後加害病患的醜聞爆發，真白家的墳塚遭受鎮民唾棄，樂則搬離黃泉鎮向陽詩、洸希道別。相隔5年後，陽詩和洸希在墓地與為隆一上墳的樂、天照大神錯身而過。
洸希
第二部《轉生》篇特別篇6登場，樂搬遷至黃泉鎮後的中學同學，陽詩的青梅竹馬，喜歡陽詩。起先對樂接近陽詩深感不滿，但隨著與樂互動逐漸改觀，為了陽詩志願奉獻自己。相隔5年後，陽詩和洸希在墓地與為隆一上墳的樂、天照大神錯身而過。

#### 綠川家相關親友
綠川雪枝
第二部《轉生》篇登場，千春和春日的太祖母，為人嚴格，與綠川家其他成員居住在綠生村。年輕時和同樣居住在村莊中、名為雛子的少女交好，但是村子為了祈雨將雛子當成人祭祭品，對自己當年未能救助雛子抱持罪惡感。在「生祭之鄉」篇由於春日介入過去、雛子暫時附身春日的軀體、曾孫女之一的知紗被過去靈體擄走，加著被千春詢問後看見雛子的幻影，喚起當年雛子犧牲的記憶昏厥，靈魂回到過去的時光以年輕姿態要求春日返回現代，與雛子的靈魂相會解開當年心結，在千春和春日返回東京前送別兩者。
暮知雛子
第二部《轉生》篇的長篇章「生祭之鄉」篇登場，雪枝年輕時期的好友。由於村子為了祈雨選擇將她當成人祭祭品而喪命。在綠川一家盂蘭盆節期間現身春日的面前，靈魂寄附在為她上墳但不慎在返家途中跌倒的春日的身軀，後來救出被當成祭品的知紗和春日，試圖讓自己成為人祭祭品但被春日所救，最終由於千春得知當年村子為祈雨舉行人祭的原委並向叔父取用釋放煙火，讓過去和現代時空的人們看見煙火（過去的人們將煙火當成雨），才終止村莊的人祭令春日、知紗獲救，向靈魂穿越時空返回過去的雪枝要求好好和曾孫輩相處。
千春和春日的祖母
第二部《轉生》篇登場，個性和藹的年長婦人。
千春和春日的父母
第二部《轉生》篇登場，本名不詳的上班族和家庭主婦，與千春和春日同住在東京且關係良好。在「生祭之鄉」篇帶著兄妹倆回老家，成為春日捲入數年前人祭事件的開端。
明日菜
第二部《轉生》篇登場，千春和春日的堂表妹，知紗的姊姊。對城市認知有誤。起先不相信妖魔鬼怪的存在，瞧不起來自城市地區的千春、春日、橫濱，但在春日被雛子附身、知紗意外返回過去時空失蹤期間協助尋找知紗，開始對千春、春日改觀。
知紗
第二部《轉生》篇登場，千春和春日的堂表妹，明日菜的妹妹。個性天真。在「生祭之鄉」篇靈魂意外被過去的村民靈體擄走，成為人祭祭品，後來在春日、雛子、千春、橫濱的介入下獲救。
橫濱
第二部《轉生》篇登場，千春和春日的堂表弟，本名不詳，橫濱地區出身，經常吐槽明日菜。在春日被雛子附身、知紗意外返回過去時空失蹤期間協助尋找知紗、救助春日。
愛理
第二部《轉生》篇第15話登場，春日班上的女同學。由於遭遇都市傳說中若是對上眼將令當事者在24小時後被奪走雙眼的女怨靈「目目子小姐」，為轉移詛咒藉由拍肩將詛咒傳給春日，事後春日意外聽見愛理利用她轉移詛咒的真相，向透過調查理解目目子小姐來歷的千春求助得以擺脫詛咒，愛理則再次被目目子小姐纏上並失去雙眼。
優木直人
第二部《轉生》篇的長篇章「無現輪迴的孩子們」篇登場，千春小學時期的隔壁班男學生。6年前所屬班級搭乘巴士外出郊遊，遭遇坍塌事故導致車上所有人無一倖免且遺體下落不明，當其他罹難同學仍重複事件發生當天的時間迴圈時，只有直人因為攜帶著母親和妹妹花惠的照片仍抱持記憶並知曉所有人罹難的實情。在春日穿越至事發當天時幫助春日釐清時間迴圈的狀態，但隨著時間迴圈反覆輪迴而偕同春日逐漸出現無法維持記憶的狀況，最終由於春日見及千春製作的捕夢網喚醒記憶，運用智慧手機聯系千春通報處境，讓千春招集所有罹難者家屬（包含直人的母親和妹妹花惠）抵達失事隧道附近呼喚罹難者，加上春日請求司機開啟巴士的廣播系統，才讓包含直人在內所有的罹難者靈魂聽見親人的呼喚擺脫時間迴圈正式超度。春日返回現代數日後，包含直人在內的罹難者遺體均出現在湖畔旁。
大久保相原
第二部《轉生》篇的長篇章「夜行的封印」篇初登場，春日的班上男同學，和隔壁班的咲是朋友，被班上女同學麻世單戀。個性外向但粗枝大葉，行事魯莽，認為千春是怪人。由於在櫻花祭期間帶領一行人闖蕩神社，不慎損毀鎮壓百鬼夜行的石頭，導致眾人陷入混亂和危險，最終由於春日穿越時空和安倍晴明合作取用淨化加持的捕夢網才重新封印妖魔鬼怪。與春日升上春淵中學。
良乃&美羽
第二部《轉生》篇的長篇章「夜行的封印」篇初登場，春日的班上女同學兼朋友。在百鬼夜行封印被破壞事件被捲入危機，事後脫險。與春日升上春淵中學。
咲
第二部《轉生》篇的長篇章「夜行的封印」篇初登場，春日的隔壁班男同學，對春日有好感。在櫻花祭期間由於相原不慎損毀鎮壓百鬼夜行的石頭，擔憂春日的安危並幫助她解決危機。事後向春日告白，但被春日以不懂戀愛為由婉拒，此後仍以朋友身分和春日相處，與春日升上春淵中學。
加藤圓 / 鈴木圓
第二部《轉生》篇的長篇章「永恆輪迴」篇登場，千春同校的靈異研究社社員，參與社團活動認識千春成為情侶，對待春日友好，知曉時間旅行的運用方式。本名「鈴木圓」，其真實身分是5年前的都城區鈴木夫妻命案真兇兼倖存者，自兒時飽受父母虐待但無人救助她，在校更遭受議員三谷秀來的兒子和其他同學仗勢欺凌，獲得未來的自己的救贖，在某日無法再忍受父母的虐待而持刀殺害兩者，會接近千春也是為了利用他知曉時間旅行的知識挽救過去的自己。後由於春日穿越至事發前的時空，偕同千春、當時的樂、未來的圓介入改變了圓遭受虐待欺凌的處境，令三谷的兒子和圓的父母陸續被移送法辦改變未來，導致與綠川兄妹相識的未來不復存在，事件落幕後以路人的身份和春日、千春、樂在現代時間點擦身而過。

#### 河內家相關親友
河內譽'
第二部《轉生》篇的長篇章「河內惠雲」篇初登場，河內惠雲的妹妹，是促使惠雲積極投身靈媒界的關鍵人物。雖然靈能力不高，但擁有無法坐視身陷險境需要幫助的對象不管的善良性格，也經常勸諫惠雲不可濫用靈能力傷及無辜。自幼與惠雲相依為命，5年前為驅除中學舊校舍盤據的靈體遭襲擊重傷而陷入長期昏迷狀態，在惠雲、春日、樂、天照大神穿越至5年前期間，以生靈姿態勸說穿越時空的惠雲放棄在5年前的時空試圖挽救她，認為是此次事故促成惠雲向善，提醒惠雲不可以為了籌錢強行索取高額委託金，期許憑藉自身努力甦醒與惠雲相會。

#### 其他長篇章和特別篇登場角色
杉本渚
第一部第10話和第11話篇章「黃泉的真相」登場，在校飽受同學欺凌的中學1年B組女學生，優美的母校後輩。某日再次遭受欺負時為躲避欺凌者藏身校園資料室，聽見黃泉（優美）的回應，意外翻閱到記載黃泉（優美）照片的冊子，意識返回過去寄附在當時的保坂真琴身上，見證優美與真琴遭受欺負、優美和欺凌者死於煤氣爆炸的經過。意識返回現代後透過真琴得知優美死亡的真相，體認只有自身振作才能抵抗欺凌的真相，開始勇於反擊欺凌，和真琴與其他朋友建立緊密的關係，感謝黃泉（優美）之餘期許讓她見識生命的美好。
其名字在第二部《轉生》篇第40話再度出現，偕同其他曾受教於真琴的學生寫下感謝卡贈與真琴，該卡片被真琴收藏多年，直至晚年的真琴在醫院過世為止。
裂嘴女
第一部第21話和番外篇「裂嘴女」登場，日本都市傳說中會配戴口罩遮掩裂嘴的女妖怪。在本作中小學生美彌向班上同學訴說裂嘴女的怪談，由於擔任臨時代課班導的赤宮菜都子老師深受班上男學生歡迎，引起包含美彌在內的班上女學生的不滿，加著反感菜都子老師的同學推波助瀾、美彌準備紅外衣和鐮刀捏造謠言，令班上學生開始對菜都子老師抱持恐懼。雖然菜都子老師私底和美彌晤談說明喜歡小孩投身教職、選擇不追究事件，菜都子老師仍遭其他未理解真相的班級學生重傷毀容住院而精神失常，逃院後變成裂嘴女的形象殺死美彌並開始陸續襲擊被害者。在番外篇補述菜都子老師變成裂嘴女後開始憎恨成群的小孩，只要當事者身邊出現成群的孩子便會自行消失。
荒樹加奈&花取繪理香
第一部第23話和第24話篇章「成為惡魔之日」登場，自小學起交情甚篤的中學女學生，優美的母校後輩。由於班上女同學塚本等人帶頭挑唆離間，導致繪理香為了不被塚本欺負選擇疏離加奈，令加奈決定前往舊校舍尋找傳聞中簽上名字便能實現願望的許願冊子，期許讓繪理香消失，同時發現繪理香提前在該本冊子簽名的字跡。當加奈選擇應和塚本、讓塚本等人欺凌藉機報復繪理香後，塚本等人縱火意外撿拾起繪理香的書包掛墜，令加奈憶起和繪理香友誼破裂前的話語，轉而趕回火場救出繪理香，理解繪理香其實是為了許願恢復友誼才在許願冊子簽名的實情，將許願冊子扔進火中（該冊子後來被黃泉（優美）撿走）。事件過後兩者的友誼變得更加堅定並聯合抵抗塚本等人。
瑠衣&水原惠
第一部第34話和第35話篇章「黃泉時鐘」登場，青梅竹馬兼互有好感的男女中學生，優美的母校後輩。本篇中瑠衣為了趕在惠搬往北海道前告白，遭後者以僅是青梅竹馬為由拒絕，遂向校園裡的大鐘祈願取得能讓時間倒流但要支付重要事物做為代價的黃泉時鐘，返回至告白前的時間點隱瞞自身心意以免破壞關係，還和惠發生爭執，作為時間倒流代價造成惠發生交通意外殞命。瑠衣調查惠的遺物發現對方取得黃泉時鐘的真相，為了挽救惠向黃泉時鐘許願再度返回告白前的時間點，理解惠其實重視著瑠衣和期許她能夠在分離後獨立健康過活才會刻意迴避告白，再次選擇向惠告白後遇見準備索取代價的黃泉（優美），為避免惠再度死亡選擇從學校跳樓支付時間倒退的代價，被黃泉（優美）取走瑠衣5年的未來時光。瑠衣墜樓後陷入昏迷狀態，被送往醫院療養長達5年期間，惠仍持續探視和照顧瑠衣，最終惠與正式甦醒的瑠衣相擁。在第一部正篇故事最終話（第78話）分鏡以背景人物身分再度登場並正式成為情侶。
瑞希悠&詩織
第一部特別篇「課外授課」登場，悠是擁有靈視能力的中學2年D組男學生，詩織則是悠的青梅竹馬兼同學，兩者為優美的母校後輩。本篇中詩織因為幫助了班上被排擠的女生而遭受班級欺凌者欺壓，悠則在被改為資料室的舊家政教室認識在當地徘徊的優美，誤會自己被優美詛咒之餘意外接觸後山祭祀黃泉大人的祠堂，以此機緣開始主動頻繁接觸優美。後來班級欺凌者撕掉黃泉大人的祠堂符咒，要求詩織拍攝幽靈的照片，反讓解開封印束縛的黃泉大人開始襲擊班上同學們，連優美也為了保護悠和詩織選擇犧牲自己將黃泉封印體內。事件落幕後悠透過詩織轉述理解黃泉大人的細節，記住優美的啟示期盼和她再會，但從此失去看見黃泉（優美）的能力。是導致優美和黃泉兩者合為一體的關鍵角色。
朝實&菜菜屋蕾
第一部第46話和第47話篇章「黃泉大人的預言」登場，朝實是中學1年級女學生，菜菜屋則是擅長漫畫、曾在入學時期被朝實幫助鼓舞但被其他女學生孤立的同班女同學。本篇中朝實因為親近心儀的3年級男學生大翔，遭自己的同學和朋友藉由校園裡傳聞能準確占卜的「黃泉占卜」排擠孤立，連反對班上女學生欺凌的作為菜菜屋也看不下朝實的被害者心態，特意親近欺凌者們和她維持距離。受刺激的朝實理解班上欺凌者們利用「黃泉預言」孤立被害者的作為，為了決心反抗欺凌而違反忌諱撕毀「黃泉占卜」的占卜紙（實為菜菜屋刻意演戲接近欺凌者一夥後調包、藉此刺激朝實反抗的冒牌占卜紙）當場昏厥，瞥見黃泉（優美）的身影。事後朝實趁著菜菜屋轉學前感謝對方的付出與之道別，將真正的「黃泉占卜」紙掩埋，留在校園反抗欺凌，見及菜菜屋的漫畫獲獎感言決意向前邁進，令見證此事的黃泉（優美）露出肯定的微笑。
立川未花&左原桃桃
第一部第58話和第59話篇章「黃泉大人之門」登場，兩者為中學3年D組女學生。自幼兩者因為喜好和性情相投成為朋友，但由於兩者皆喜歡上學校的男學生洋一、洋一向桃桃告白造成兩者友誼生變。未花為解決問題加著對桃桃生厭，求助於美術館傳說中獻上供品便能召喚女幽靈除去指定事物的「黃泉之門」，但在向黃泉（優美）許願後兩度猶豫是否要除去桃桃，最終未花透過洋一轉述理解桃桃其實為了兩者友誼出現裂痕感到悲傷的實情，想起與桃桃相處的相關記憶，在黃泉（優美）提醒再三猶豫將會取走她的生命之際選擇消除「兩者身為朋友的記憶、除了自己以外的他人記憶」，被黃泉（優美）告知桃桃也許下同樣的心願。時隔一年後在街上和桃桃重逢。在第一部正篇故事最終話（第78話）分鏡以背景人物身分再度登場並成為朋友。
兩國愛麗絲&兩國紗愛娜
第一部第70話和第71話篇章「黃泉捉迷藏」登場，雙胞胎姊妹，優美的母校小學部後輩。小學4年級時妹妹紗愛娜因為被班上男學生剛田惡作劇將鞋子藏在教學樓，試圖找回遺失的鞋子，結果姊姊愛麗絲為了解救險些從學校教學樓墜樓的紗愛娜而意外喪生，造成紗愛娜個性變得封閉自我。升上中學的紗愛娜偶然聽見校園傳說中在滿月的校園找到某名少女便有好事發生，在夜探校園時找到待在鏡子中的黃泉（優美）而返回過去愛麗絲出事那年，經歷數次時間迴圈後意外獲知愛麗絲其實是預知紗愛娜將會發生墜樓事故陷入昏迷、選擇向黃泉（優美）求助返回事發那年避免重演覆轍的真相，最終姊妹倆被黃泉（優美）告知若在天亮前的捉迷藏遊戲被尋獲將會被收回被給予的幸福，紗愛娜利用自己在愛麗絲的所在世界仍生存的原理與後者牽手墜樓，令姊妹倆正式擺脫時間迴圈之餘改變未來保住兩者的性命。事後墜樓受傷的姊妹倆脫離昏迷狀態，康復出院展開新生活，與見證姊妹倆升上中學的黃泉擦身而過。在第一部正篇故事最終話（第78話）分鏡以背景人物身分再度登場。
結&晶
第一部第77話和第78話篇章「黃泉歸來的街道」登場，兩者為黃泉鎮的中學3年級女學生兼朋友。結與晶自幼交情甚篤，10年前結為了回應在馬路呼喚她的晶不慎發生交通事故，本該死亡的結得益於某人前往黃泉神社向黃泉（優美）祈願轉移10年壽命給她而在事故中倖存。時隔10年結為了跟蹤夜間外出的晶意外與黃泉（優美）相會，理解自己獲得延壽命但死期將近的真相，受自己仍有許多未了心願的忌妒遺憾和怪罪晶作為事故肇因者的念頭影響，向黃泉（優美）許願取走晶一半的壽命。但在結再訪黃泉神社準備要求黃泉（優美）履約取得晶的壽命時，晶現身說明自己在當年的事故透過黃泉（優美）折壽給結、希望黃泉（優美）再度幫助結續命的緣由，令結決定不靠犧牲任何人延壽，最終結為保住包含晶在內的人們的壽命，向黃泉（優美）更改願望為「請黃泉（優美）別做任何事，不需要她實現願望，這個城鎮已經不需要她」，當著晶的面前跌落神社階梯喪命，黃泉（優美）也因為結提出的請求暫時不再現身黃泉鎮。
叶戀&大川咲
第一部特別篇「人類的等級」登場，中學2年級女學生。戀和咲原本是小學時期的好友，但在升上中學後由於班級習慣將學生分級區別對待的風氣，戀選擇疏遠外型學習不出色的咲，跟著被視為班級較高層級學生的莉緒、花音行動，造成咲被孤立欺負甚至被困在傳聞中有女幽靈出沒的空教室。同樣踏進該教室的戀經歷黃泉（優美）變化的幻象，體認自己對咲的傷害與憶起咲的善良幡然悔悟，最終脫離幻象的戀選擇與咲重歸於好，遠離欺負咲的莉緒、花音。在第一部正篇故事最終話（第78話）分鏡以背景人物身分再度登場。
安倍晴明
第二部《轉生》篇的長篇章「夜行的封印」篇短暫登場，日本歷史的知名陰陽師。在本作中透過通靈板和千春通信，引領並與穿越時空的春日相會，理解鎮壓妖魔鬼怪的石頭意外損毀一事，利用術式淨化加持千春為春日製作的捕夢網護身符，讓春日和咲帶回現代鎮壓邪祟。事後提醒千春在春日迎來重大試煉時支持她。
澤成棗 / 佐藤惠
第二部《轉生》篇的長篇章「自殺橋」篇登場，澤成家的獨生女。由於長期被雙親施加精神虐待過度管教控制，10歲時不堪雙親的精神折磨之下跳橋自盡未遂，軀體意識昏迷被送進醫院長期住院療養，但是其意識仍能出體盤據在澤成家的舊住宅。多數與棗交好或試圖親近棗的對象被她的雙親澤成夫婦殺害，澤成夫婦懼於流言蜚語將棗更名為「佐藤惠」留在醫院，趁著棗昏迷住院後自盡成為怨靈仍執意糾纏她。最終樂經由棗的好友結夏與被澤成夫婦殺害的怨靈們理解澤成家的真相，在靈魂回歸軀體的棗被雙親的怨靈糾纏迷惑時，喚醒她的生存意識，澤成夫婦的怨靈則被樂命令受害者怨靈們帶走。事後棗經由結夏陪伴展開復健療程。
深田省悟、深田螢、麻美
第二部《轉生》篇的長篇章「不能犯」篇登場，省悟是委託樂的委託者，螢是省悟的女兒，麻美則是省悟的繼妻。螢因為意外發現繼母麻美詛咒父親省悟而遭受波及，被貪圖省悟保險理賠金的麻美詛咒導致內臟燒焦慘死，靈魂徘徊在三途川的賽河原連同先於父母早逝的孩童被處以堆石之刑。樂抵達地獄與螢相談理解真相，不顧地獄管理者的阻撓堅持請求天照大神將他和螢的靈魂帶回人世（螢的身軀由於延遲火化得以保存），向省悟告知麻美意圖謀害父女的真相，以至於麻美鎖定樂為準備詛咒除去的目標，最終在地獄管理者提出以一人的性命遞補螢在地獄的空缺時，樂獲得省悟的允許與天照大神的助力將三人承受的詛咒返還給麻美，導致麻美死亡墜入地獄。事後復活的螢恢復行動能力，與父親展開新生活。
竹內
第二部《轉生》篇的長篇章「春淵的幽靈」篇登場，春淵中學的實習教師，因為外型和待人溫和受女生歡迎，其實是樂衷偷窺和偷拍、將年輕女孩當成金魚的變態，由於犯案過程意外被女學生瞥見身影，導致校園出現幽靈的傳聞，令校長決定委託樂前來調查此事。認為受託前來除靈的樂純屬詐欺，試圖將其趕出校園，後來將靈魂被天照大神調換至春日體內的樂（與此同時春日的靈魂被天照大神調至樂的身體）囚禁在置物間準備對其不利，因為春日感知到樂發生危險前來救援、天照大神將春日和樂換回原本的身軀而未能得逞，最後被樂痛扁制服，交由警方逮捕偵辦。
時間王子&時間公主
第二部《轉生》篇的長篇章「時間的王子」登場，遊樂園裡鐘塔的戀人銅製雕像，會在固定時間探出鐘塔共舞，實際上擁有自我意識和變化成活人行動的能力，還有操控個體時間的能力。本篇中春日、樂、千春前往遊樂園遊玩，由於時間王子誤將春日認成時間公主將其留下，以至於樂和千春被時間王子短暫變成小孩，後來春日為了保護樂連同後者被時間王子變小之際，由於千春發現被暫時擺放在倉庫的時間公主將她帶出，才讓時間公主及時向王子說明原由消弭誤會。事後時間王子將春日、樂、千春恢復原狀之餘，提醒春日需要更加主動積極地向樂表達心聲，隨後時間王子和時間公主以幸福相擁的姿態變回銅像。
玉榮和尚
第二部《轉生》篇的長篇章「靈能力者大集合」登場，在超自然界據稱有累積多項除靈功績，其實是招搖撞騙的僧侶。本名清考。受邀參加超自然節目，被樂和磨生指出其沒有實質能力的事實。由於春日道出在現場目擊其他靈能力者無法看見的靈力，加入加入祓除靈體的事件。盡管應對靈體的功夫未到家，仍察覺磨生的危險性並警告樂、惠雲謹慎行事。
艾拉
第二部《轉生》篇的長篇章「靈能力者大集合」登場，在社群媒體享有知名度的網紅靈媒。受邀參加超自然節目。後來鎖定磨生的怨靈群聚及準備接近飯店時，聽從惠雲的指示和其他靈媒建構防禦結界而逃過一劫。
神崎磨生
第二部《轉生》篇的長篇章「靈能力者大集合」登場，為政府辦事的靈能力者。容貌神韻讓春日認為和黃泉（優美）相似，身上的紋身圖案分別是四條蛇、「Light shine in the darkness（光明閃耀於黑暗之中）」的字句、黑色長劍、黑色星星、五指掌印等辟邪符咒，能藉由靈力讓紋身具體化作戰。為達目的不擇手段。童年曾經被嗜財如命的母親拱為某教團的聖女，直至見及黃泉（優美）體認自身的不完美與被告知自己被母親長年當斂財工具，憤而縱火燒死包含母親在內的教徒，致力於尋找黃泉（優美）。
本篇中受邀參加超自然節目，起先因為春日並非專業人士，對其目擊其他靈能力者無法看見的靈力的證詞不予採信，但由於樂出面證實春日的靈能力，加入祓除靈體的事件，對樂抱持濃厚興趣而一度讓春日產生誤會。後來襲擊春日和樂令兩者負傷，春日為了不讓樂作出違背自身原則的行動，短暫運用能力將磨生帶往過去的時空見黃泉（優美）一面，回歸現代沒多久因為受傷導致辟邪符咒受損失去防禦作用，遭遇昔日被她殺害的被害者怨靈群體報復攻擊，在拒絕春日和樂協助的狀態再見黃泉（優美）但未被對方認出，錯愕之餘被怨靈群殺死。

## 外部連結
- （日語）《Ribon》漫畫官方介紹網站
- （日語）《集英社》漫畫官方介紹網站 （页面存档备份，存于）
- （日語）電影官方網站